# Leo Scheffczyk

Leo Scheffczyk (n. 21 februarie 1920, Beuthen, azi Bytom, Silezia – d. 8 decembrie 2005, München) a fost cardinal al Bisericii catolice, teolog german și profesor de dogmatică.

## Viața
Leo Scheffczyk s-a născut la 21 februarie 1920 în orașul industrial Beuthen (azi Bytom) din Silezia Superioară. A urmat liceul în localitatea natală. Activitatea sa în cadrul asociației de tineret catolic Neudeutschland a făcut ca, în 1937, când asociațiile de tineret au fost interzise de naziști, să fie urmărit de Gestapo, fiind interogat și condamnat la arest la domiciliu.
În 1938, după examenul de maturitate, s-a înscris în Facultatea de teologie a Universității din Breslau (azi Wrocław). În 1941 și-a întrerupt studiile, fiind nevoit să satisfacă serviciul militar, plecând pe front, în Germania, Franța și Norvegia, unde a rămas 6 luni prizonier de război.
La încheierea războiului, deoarece marea majoritate a germanilor din Silezia au fost siliți să-și părăsească locurile natale, nici Scheffczyk nu s-a mai putut întoarce acolo, stabilindu-se în Germania de Vest. Și-a continuat studiile la Facultatea de filozofie și teologie din Freising, unde, printre alții, l-a avut coleg pe Joseph Ratzinger, viitorul Papă Benedict al XVI-lea.
După ce a primit hirotonirea preoțească la 29 iunie 1947, a slujit ca preot la Grafing bei München și Traunwalchen. Din 1948 este, timp de 2 ani, vicerector al Seminarului preoțesc „Albert cel Mare” din Königstein im Taunus.
În 1952 a devenit profesor la Facultatea de filozofie și teologie din Königstein im Taunus, unde a lucrat timp de 7 ani.
Își scrie lucrarea de doctorat cu Prof. Franz Xaver Seppelt, pe tema "Istoria religiei lui Isus Cristos" a contelui Friedrich Leopold zu Stolberg. Orientarea istoriografiei ecleziastice catolice începând cu iluminismul și noua ei direcție în perioada romantică. Sub conducerea profesorului de dogmatică Michael Schmaus, obține docența (germ. "Habilitation") la München, cu o lucrare despre mariologie în perioada carolingiană.
Între 1959 și 1965 este profesor la Tübingen, unde devine coeditor al revistei Tübinger Theologische Quartalschrift. În continuare, a deținut, timp de 20 de ani, la München, catedra de profesor de dogmatică și istoria dogmelor (1965-1985). Aici a fost coeditor al revistelor Münchner Theologische Zeitschrift și Forum Katholische Theologie.
În 1980 devine membru titular al Academiei Bavareze de Științe, iar în 2001 papa Ioan Paul al II-lea l-a numit cardinal, pentru merite teologice deosebite. A murit la München, la 8 decembrie 2005, fiind înmormântat în cimitirul Mănăstirii Thalbach din Bregenz, sediul Familiei Spirituale "Opus", din care făcea parte.

## Opera
Opera lui Scheffczyk subîntinde toate domeniile teologiei sistematice și cuprinde aproximativ 1.500 de publicații, din care cca. 60 de monografii, 1.000 de articole în reviste și dicționare și peste 400 de recenzii. Multe lucrări sunt traduse în alte limbi: italiană, spaniolă, portugheză, franceză, engleză, olandeză, maghiară și polonă.
Și-a dovedit erudiția în domeniul istoriei teologiei prin coeditarea (din 1968), a celebrului manual de istoria dogmelor, Handbuch der Dogmengeschichte, din care au apărut peste 50 de volume, dintre care două sunt ale lui Scheffczyk însuși: învățătura despre Creație și Providență și cea privind păcatul strămoșesc până la Augustin.
Una din cele mai importante lucrări este Dogmatica publicată împreună cu Anton Ziegenaus , o lucrare de referință ce oferă în volumele ei o privire organică de ansamblu asupra întregii teologii dogmatice (Introducere în dogmatică, Dumnezeu Unul și Întreit, Creație, Cristologie, Mariologie, Haritologie, Ecleziologie și teologie sacramentară, Eshatologie).
Ca cea mai semnificativă pentru specificul teologiei lui poate fi menționată Katholische Glaubenswelt, Aschaffenburg 1978 (ed. a II-a), o originală sinteză sistematică a teologiei, în care sunt analizate  caracteristicile tipice ale credinței catolice, deosebindu-le în principii formative, de conținut și existențiale.
Cea mai larg răspândită lucrare a lui Scheffczyk (publicată în 100.000 exemplare, în diferite ediții și tradusă în diferite limbi) este una de mariologie: L. Scheffczyk, Maria, Mutter und Gefährtin Christi, Augsburg 2003.
Caracteristică pentru lucrările lui Scheffczyk este preocuparea pentru claritatea noțiunilor și capacitatea de a clarifica o temă ținând seama de toate punctele de vedere, însoțită de capacitate de sinteză. Legătura dintre analiză și sinteză este însoțită de relația echilibrată între aspectul istoric și cel filozofic al teologiei.
În privința fundamentării metafizice a teologiei lui, Scheffczyk este legat de tradiția metafizică, într-o abordare personalistă. În acest sens, realitatea omului este descrisă ca întâlnire între persoane, ajungând la punctul culminant în prietenia cu Isus Hristos, cu Omul-Dumnezeu, în comuniunea Bisericii. Abordarea personalistă, care aseamănă teologia lui Leo Scheffczyk cu cea a lui Joseph Ratzinger și a lui Hans Urs von Balthasar, ajunge la punctul culminant în tratatul teologic despre har, prietenia personală devenind aici o cheie pentru aprofundarea raportului dintre natură și har.

### Traduceri în limba română
Leo Scheffczyk, Fundamentele dogmei. Introducere în dogmatică, Ed. Sapientia, Iași 2010 (L. Scheffczyk, A. Ziegenaus, Dogmatica catolică, vol. I).

## Membru al
- Institutul Societății Görres pentru cercetare interdisciplinară (din 1972)
- Pontificia Academia Mariana Internationalis (din 1973)
- Pontificia Academia Theologica Internationalis (din 1977)
- Academia Bavareză de Științe (din 1980)

## Legături externe
- Bibliografia completă a lucrărilor lui Leo Scheffczyk Arhivat în 22 iunie 2007, la Wayback Machine.
- Pagina web a Cardinalului Leo Scheffczyk Arhivat în 7 aprilie 2005, la Wayback Machine.
- Curriculum vitae Arhivat în 17 decembrie 2007, la Wayback Machine.
- Interviu cu Papa Benedict al XVI-lea despre Leo Scheffczyk în revista Welt din 20 octombrie 2007
- Familia Spirituală "Opus"